# Cairnderry

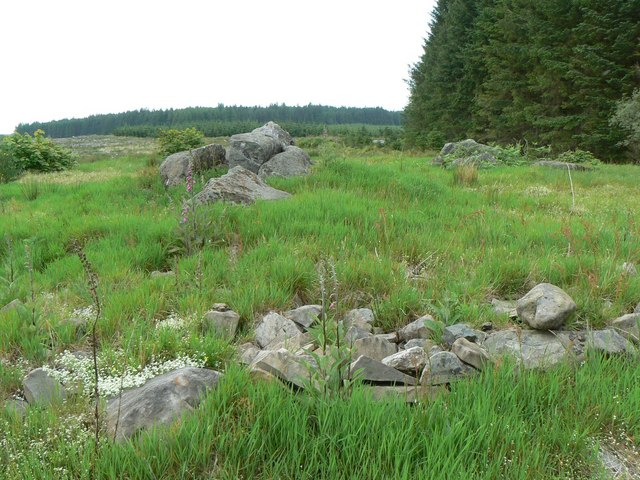
Reste des Cairn

Cairnderry ist eine Megalithanlage des Typs Bargrennan Tomb in Dumfries and Galloway im Südwesten Schottlands. Von den nur 14 Exemplaren dieses Typs befindet sich die Mehrzahl in dieser Grafschaft. Namensgebend für die Gruppe, deren Hauptmerkmal das Passage tomb in einem Rundcairn ist, war der benachbarte White Cairn bei Bargrennan. Von 2002 bis 2004 führten Wissenschaftler der University of Central Lancashire und der Newcastle University eine wissenschaftliche Grabung in Cairnderry durch.

## Beschreibung
Die stark gestörte Dreikammernanlage von Cairnderry war selbst in jenem Bereich, in dem ein offenbar bereits früh abgestürzter Deckstein lag, völlig ausgeraubt. Funde von Gegenständen aus jüngerer Zeit in den oberen Bereichen des Hügels legen nahe, dass sich die Eingriffe in die Anlage erst spät in der Geschichte von Cairnderry ereigneten. Möglich ist ebenfalls, dass der Raub bereits während der Bronzezeit geschah, wie es bei der nahe gelegenen Anlage von Cairnholy dokumentiert ist. Die Ausgrabung trug zu Erkenntnissen über den Bau des Steinhügels und der Kammer bei. Unter anderem wurde für diesen Typ erstmals eine Randsteineinfassung nachgewiesen, die allerdings etwas von der Kreisform abweicht. Die großen Tragsteine der Kammer lagen nicht auf dem gewachsenen Boden, sondern auf einer Verkeilung aus Steinen. Eine gräuliche holzkohlereiche Materialschicht unter dem vermutlich einst 75, wahrscheinlich durch Gewinnung von Material für Straßenbauarbeiten heute nur noch 25 m durchmessenden Cairn und um die Kammern herum stammte wahrscheinlich von einem vor dem Bau angelegten Feuer.
Um den Hügel wurden oberflächige Lagen eingeäscherter Knochen und Holzkohle gefunden. Eine in den gewachsenen Boden eingetiefte Grube enthielt einen kompletten Becher, der von Knochenkohle, einer Streitaxt sowie einem kleineren Gefäß aus schlecht gebranntem Lehm umgeben war.
Ein fast vollständig erhaltener Becher, eine Anzahl Stücke von naturbelassenem Flint sowie Stücke von Arran-Pechstein, der auch bei Cairnholy gefunden wurde, stammen aus der Zeit vor der Errichtung des Hügels. Dies deutet Verbindungen mit der Insel Arran an und hat in den nahe gelegenen Clyde tombs seine Parallelen.
Die Datierung der gefundenen Artefakte und an organischem Material durchgeführte Radiokarbondatierungen legen eine Errichtung der Anlage spätestens in der Frühen Bronzezeit nahe. Ein einziges an Material aus Cairnderry gemessenes Radiokarbonalter von 3770 bis 3640 v. Chr., also aus dem späten Neolithikum, entstammt Material, das wahrscheinlich schon vor dem Bau der Anlage an seinen Platz gelangt ist, sie setzt damit einen Rahmen für das größtmögliche Alter von Cairnderry, die anderen Datierungen sind deutlich jünger.